# Michael Bentt
Michael Bentt (Londres, 4 de septiembre de 1964) es un ex boxeador estadounidense. Fue campeón de los pesos pesados de la Organización Mundial de Boxeo entre los años de 1993 y 1994.

## Inicios
Bentt tuvo una exitosa carrera amateur con un récord de 148 victorias y ocho reveses. Aunque nació en Inglaterra, creció en Nueva York, donde ganó campeonatos locales entre los años 1984 a 1986 y 1988. En los años 1984, 1986 y 1987 consiguió el título amateur de los pesos pesados de los Estados Unidos. En esta etapa enfrentó a reconocidos peleadores como Ray Mercer y Félix Savón. Además, fue el capitán del equipo de boxeo de los Goodwill Games de 1986.

## Etapa profesional
Su primera pelea como profesional fue el 7 de febrero de 1989, donde cayó derrotado frente a Jerry Jones por nocaut en el primer asalto. Después de diez victorias consecutivas enfrentó, el 29 de octubre de 1993, al campeón Tommy Morrison para dirimir el título de la OMB. Bentt se alzó con el cetro vapuleando a Morrison tres veces en el primer asalto y llevándose el gane por nocaut técnico. La primera defensa de su título fue frente a Herbie Hide quien ganó el encuentro y le arrebató el título de la categoría. Bentt cayó por nocaut en el séptimo asalto. Después de la pelea, colapsó en el desvestidero y estuvo en coma por cuatro días en los cuales estuvo cerca de morir. Este hecho provocó su retiro del boxeo. Después de su etapa como peleador profesional, Bentt escribió para una revista deportiva y se ha dedicado a la actuación.